# Laphria motodomariensis
Laphria motodomariensis là một loài ruồi trong họ Asilidae. Laphria motodomariensis được Matsumura miêu tả năm 1916. Loài này phân bố ở vùng Cổ Bắc giới.